# Ben Sherwood
Benjamin Berkley Sherwood (Los Ángeles, California; 12 de febrero de 1964) es un escritor, periodista y empresario estadounidense, que se ha desempeñado como presidente de Disney-ABC Television Group y ABC News.

## Biografía
Ben Sherwood nació el 12 de febrero de 1964 en Los Ángeles, California, Estados Unidos. Hijo de Dorothy y Richard Sherwood. Su madre era ama de casa y su padre era abogado, líder civil y mecenas de las artes. La hermana mayor del escritor, Elizabeth Sherwood Randall, es asistente del presidente de los Estados Unidos, Barack Obama; además trabaja en el National Security Council. Actualmente Ben Sherwood y su esposa, casados en 2003, viven en la ciudad de Los Ángeles y tienen dos hijos, llamados William Richard Sherwood y Charles Edmund Sherwood. 
Acudió a la Harvard School y se graduó en 1981, también en Los Ángeles. Posteriormente, en 1986, se graduó en la Harvard College, en Cambridge, Reino Unido, con el título de Historia y Gobierno Americano. Entre 1986 y 1989 Sherwood cursó numerosos másteres en conocidas universidades, como la Universidad de Oxford; consiguiendo títulos en Historia de la Commonwealth y en Económicas. La trayectoria académica de Ben Sherwood fue publicada en Spy Magazine, escrita por Andrew Sullivan.

## Carrera como periodista
La carrera como periodista de Ben Sherwood empezó en su ciudad natal, Los Ángeles, el verano de 1981, trabajando en periódicos como Los Angeles Time, en la cadena de televisión CBS en Nueva York en el verano de 1983. Durante el período de 1984-1985 trabajó en The News and Observer en Carolina del Norte. También trabajó para una empresa de Aranyaprathet, Tailandia.
Entre 1989 y 1993, trabajó como productor asociado en el programa de televisión de la cadena estadounidense ABC, en un programa titulado Prime Time, que tenía como presentadores a Diane Sawyer y Sam Donaldson. Durante ese tiempo También formaba parte del equipo de ABC News que informaba sobre la guerra que se producía en ese momento en Sarajevo, Bosnia. Durante un tiroteo entre francotiradores en el que se vieron envueltos, uno de los veteranos productores de la cadena de televisión estadounidense, David Kaplan, falleció en el incidente.
Ya en 1997 Sherwood se unió a la NBC en el programa Nightly News, donde ayudó a dar cobertura a los ataques del 11 de septiembre. Abandonó la cadena de televisión en enero de 2002 y volvió a la anterior, ABC, como productor ejecutivo del programa Good Morning America. Durante su trabajo en dicho programa dirigió los programas que cubrían las noticias sobre el Huracán Katrina, el Tsunami de Asia de 2004 y las elecciones presidenciales de Estados Unidos de 2004. El programa, durante dos temporadas, fue uno de los de más éxito de sus 35 años de historia.
En enero de 2015, Sherwood fue nombrado presidente de Disney-ABC Television Group y copresidente de Disney Media Networks. Tras la adquisición de Fox por parte de Disney en marzo de 2019, Sherwood abandonó la empresa.

## Carrera como escritor
Ha publicado varias novelas durante su trayectoria como escritor, la primera de ellas fue el superventas The Man Who Ate The 747, publicada en el año 2000 por Bantam Books. Su siguiente novela, publicada en 2004, fue The Death and Life of Charlie St. Cloud. Ésta novela fue adaptada al cine con la película Charlie St. Cloud (2009), protagonizada por Zac Efron, dirigida por Burr Steers y distribuida por Universal Pictures. Ben Sherwood participó en la producción como productor ejecutivo. Ambos títulos han sido traducidos en más de quince idiomas. Su, por el momento, última novela es The Survivors Club: The Secrets and Science That Could Save Your Life, publicada por Gran Central Publishing, convirtiéndose en un nuevo superventas y siendo traducida a más de quince idiomas.

## Obras

### Novelas
- Red Mercury (1996), como Max Barclay
- El hombre que se comió un 747 (The Man Who Ate The 747) (2000)
- Ponzi's Last Swindle (2003)
- La muerte y la vida de Charlie St. Cloud (The Death and Life of Charlie St. Cloud) (2004)

### No ficción
- El club de los supervivientes: Los secretos y la ciencia que podrían salvar tu vida (The Survivors Club: The Secrets and Science That Could Save Your Life) (2009), autoayuda

## Adaptaciones
- Charlie St. Cloud (2010), película dirigida por Burr Steers, basada en la novela La muerte y la vida de Charlie St. Cloud